# Cantonul Crépy-en-Valois
Cantonul Crépy-en-Valois este un canton din arondismentul Senlis, departamentul Oise, regiunea Picardia, Franța.

## Comune
- Auger-Saint-Vincent
- Béthancourt-en-Valois
- Béthisy-Saint-Martin
- Béthisy-Saint-Pierre
- Bonneuil-en-Valois
- Crépy-en-Valois (reședință)
- Duvy
- Éméville
- Feigneux
- Fresnoy-la-Rivière
- Gilocourt
- Glaignes
- Morienval
- Néry
- Ormoy-Villers
- Orrouy
- Rocquemont
- Rouville
- Russy-Bémont
- Saintines
- Séry-Magneval
- Trumilly
- Vauciennes
- Vaumoise
- Vez